# Henri Negrescu
Henri Negrescu (Boekarest, 1868 - Parijs, 1920) was een Roemeens hoteleigenaar.
Negrescu werd in Roemenië geboren als zoon van een herbergier. Henri verliet zijn huis op 15-jarige leeftijd waarna hij eerst naar Parijs vertrok, en daarna naar de Franse Rivièra waar hij succes kreeg. Als directeur van een casino in Nice kreeg hij een idee om een hotel met kwaliteit te bouwen, dat vele rijke klanten zou aantrekken. Na het arrangeren van de financiering, huurde hij de architect Eduard Niermans in om het nieuwe hotel te ontwerpen. Hotel Negresco was de naam van het hotel (Negresco is de Franse vertaling van Negrescu).
Toen de Eerste Wereldoorlog uitbrak, moest Henri twee jaar na de opening het hotel veranderen in een ziekenhuis. Na de oorlog nam het aantal rijke bezoekers af omdat het hotel financiële moeilijkheden had. Hierna werd de macht van het hotel gegrepen door crediteurs, waarna Henri Negrescu het hotel aan een Belgisch bedrijf verkocht.
Henri Negrescu vertrok naar Parijs, waar hij stierf op 52-jarige leeftijd.